# 赵杰 (1913年)
赵杰（1913年2月—1996年3月3日），又名赵正贵、赵东斌，河南省商城县上石桥镇刘楼村李岗组人。中国人民解放军开国少将。

## 生平
1928年参加中国工农红军，1928年加入中国共产主义青年团，1932年转入中国共产党。历任战士、排长、连指导员、团宣传队长、团政治处主任、师政治部主任、师经理部代政治委员、团政治委员。
抗日战争时期，任山东人民抗日游击队第4支队副司令员兼团长，独立第1师副师长，第4支队副司令员兼支队后方司令部司令员，八路军鲁中军区第1军分区、第4支队、第3军分区、第4军分区司令员，滨海军区第三军分区司令员兼旅长。
解放战争时期，任旅大行署公安总局局长，辽宁军区副司令员，辽北军区第一副司令员，第四野战军战车第一师副师长。
中华人民共和国成立后，任解放军坦克第一师副师长，东北军区装甲兵副司令员，中国人民志愿军坦克兵司令员，沈阳军区装甲兵司令员，解放军第1坦克学校校长，军委装甲兵副司令员。
1955年被授予少将军衔。荣获二级八一勋章、一级独立自由勋章、一级解放勋章、朝鲜一级国旗勋章。第六、第七届全国政协委员。1988年荣获一级红星功勋荣誉章。1996年3月3日在北京逝世。